# Frederick Spencer, 4. Earl Spencer

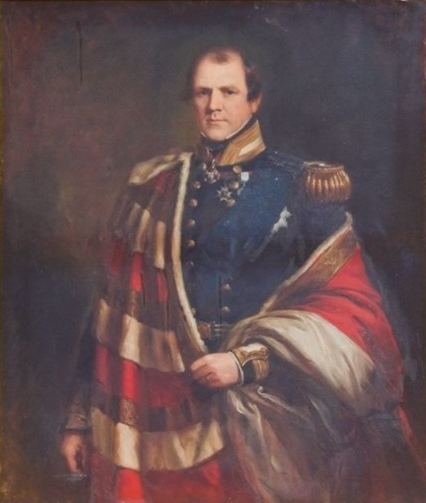
Frederick Spencer, 4. Earl Spencer

Frederick Spencer, 4. Earl Spencer KG CB PC (* 14. April 1798; † 27. Dezember 1857) war ein britischer Admiral und Politiker.

## Leben
Er war ein jüngerer Sohn des George Spencer, 2. Earl Spencer (1758–1834) und der Lady Lavinia Bingham, Tochter des Charles Bingham, 1. Earl of Lucan.
Von 1808 bis 1811 besuchte er das Eton College und trat anschließend als Midshipman in die Royal Navy ein. Während der Napoleonischen Kriege war er von 1811 bis 1815 im Mittelmeer eingesetzt. 1821 erhielt er den Rang eines Commander und sein erstes eigenes Kommando und 1822 den Rang eines Captain. Im Griechischen Unabhängigkeitskrieg zeichnete er sich 1827 in der Schlacht von Navarino besonders aus und nahm 1828 an den Landungsoperationen der Morea-Expedition teil. Für seine Verdienste wurde er 1827 als Companion in den britischen Order of the Bath aufgenommen, 1828 als Chevalier des französischen Ordre royal et militaire de Saint-Louis und mit dem russischen Orden der Heiligen Anna ausgezeichnet. Um 1829 wurde ihm der griechische Erlöser-Orden verliehen.
Nach dem Krieg betätigte er sich in der Politik. Erstmals 1831 wurde er ins House of Commons gewählt. Von 1831 bis 1832 war er Abgeordneter für das County Worcestershire sowie von 1832 bis 1834 und erneut von 1837 bis 1841 Abgeordneter für das Borough Midhurst in Sussex. Er gehörte der Partei der Whigs an.
1845 erbte er beim kinderlosen Tod seines ältesten Bruders John Spencer, 3. Earl Spencer, dessen Güter und Titel als 4. Earl Spencer. Mit seinen Adelstiteln war auch ein Sitz im House of Lords verbunden.
Vom Juli 1846 bis September 1848 hatte er das Hofamt des Lord Chamberlain of the Household inne und wurde ins Privy Council aufgenommen. 1849 wurde er als Knight Companion in den Hosenbandorden aufgenommen. Anfang 1854 übernahm er als Nachfolger des Duke of Norfolk das Amt eines Lord Steward of the Household. 1852 wurde er in den Rang eines Rear-Admiral und 1857 zum Vice-Admiral befördert.

## Ehen und Nachkommen
Spencer war insgesamt zweimal verheiratet. Aus seiner 1830 geschlossenen ersten Ehe mit Georgiana Elizabeth Poyntz (1799–1851) hatte er drei Kinder:
- Lady Georgina Spencer (1832–1852);
- John Spencer, 5. Earl Spencer (1835–1910);
- Lady Sarah Spencer (1838–1919).

Aus seiner 1854 geschlossenen zweiten Ehe mit Adelaide Horatia Elizabeth Seymour hatte er zwei Kinder:
- Lady Victoria Spencer (1855–1906) ⚭ William Mansfield, 1. Viscount Sandhurst (1855–1921);
- Charles Spencer, 6. Earl Spencer (1857–1922).